# Engelbert Dollfuss
Engelbert Dollfuss (německy psáno Dollfuß; 4. října 1892 Texingtal – 25. července 1934 Vídeň) byl rakouský meziválečný politik a státník a čelný představitel austrofašismu. Pro jeho výšku (151 cm) a způsob vlády mu bylo posměšně přezdíváno „Milimetternich“. Podlehl atentátu v rámci pokusu o nacistický puč.

## Život
Pocházel z malorolnické rodiny z dolnorakouské oblasti Mostviertel. Coby nábožensky založený mladík studoval nejprve v kněžském semináři, poté na právnické fakultě Vídeňské univerzity a nakonec studoval národní hospodářství na univerzitě v Berlíně.
Během první světové války byl nejprve odmítnut při žádosti o přijetí do armády kvůli velmi malé postavě, ale později byl přijat a poslán na italskou frontu do Alp, kde se v závěru války dostal do zajetí. Po první světové válce získal ještě doktorát práv.

## Kariéra
Po válce pracoval jako sekretář rolnické asociace na ministerstvu zemědělství. V roce 1927 se stal ředitelem zemědělské obchodní komory pro Dolní Rakousko a v roce 1930 byl jako člen konzervativní Křesťanské sociální strany
jmenován prezidentem rakouských federálních železnic. Rok na to byl jmenován ministrem zemědělství a lesů.

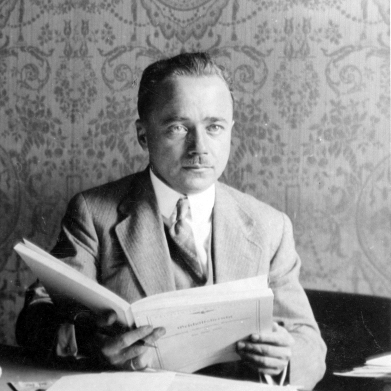
Engelbert Dollfuss (okolo roku 1930)

Jako hluboce věřící katolík a konzervativec se inspiroval svým předchůdcem Ignazem Seipelem a ideologem Othmarem Spannem a vycházel z přesvědčení, že Rakousko může být vyvedeno z hospodářské a politické krize pouze zavedením stavovského státu. Takto uspořádaný stát měl postavit hráz nacismu, komunismu, a dokonce i sociální demokracii.

### Kancléřem
Rakouským kancléřem se stal 20. května 1932 jako představitel pravicově koaliční vlády. Zároveň se také stal ministrem zahraničí. Jeho protiinflační opatření byla v tehdejším meziválečném Rakousku velmi nepopulární a Dollfuss brzy nato rozpustil parlament a vládl pomocí dekretů. Tento postup ospravedlňoval jako nutné opatření vůči vzrůstajícímu vlivu nacistů v Rakousku, kterého se obával. Také vyřadil z činnosti ústavní soud a udržoval si dohled nad tiskem. Dále následoval zákaz veřejných shromáždění a také zákaz komunistické strany i sociálnědemokratického Schutzbundu.
V srpnu 1933 vytvořil monopolní vládní stranu na podporu svého režimu zvanou Vaterländische Front (Vlastenecká fronta) a sloučil Křesťanskou sociální stranu s polovojenským a nacionalistickým Heimwehrem.

Bylo zřejmé, že v příštích volbách by nacisté získali většinu a Rakousko by přestalo existovat jako stát a připojilo se k Německu (což se později skutečně stalo). Aby tomu zabránil, zakázal Dollfuss v červnu 1934 rakouskou NSDAP.

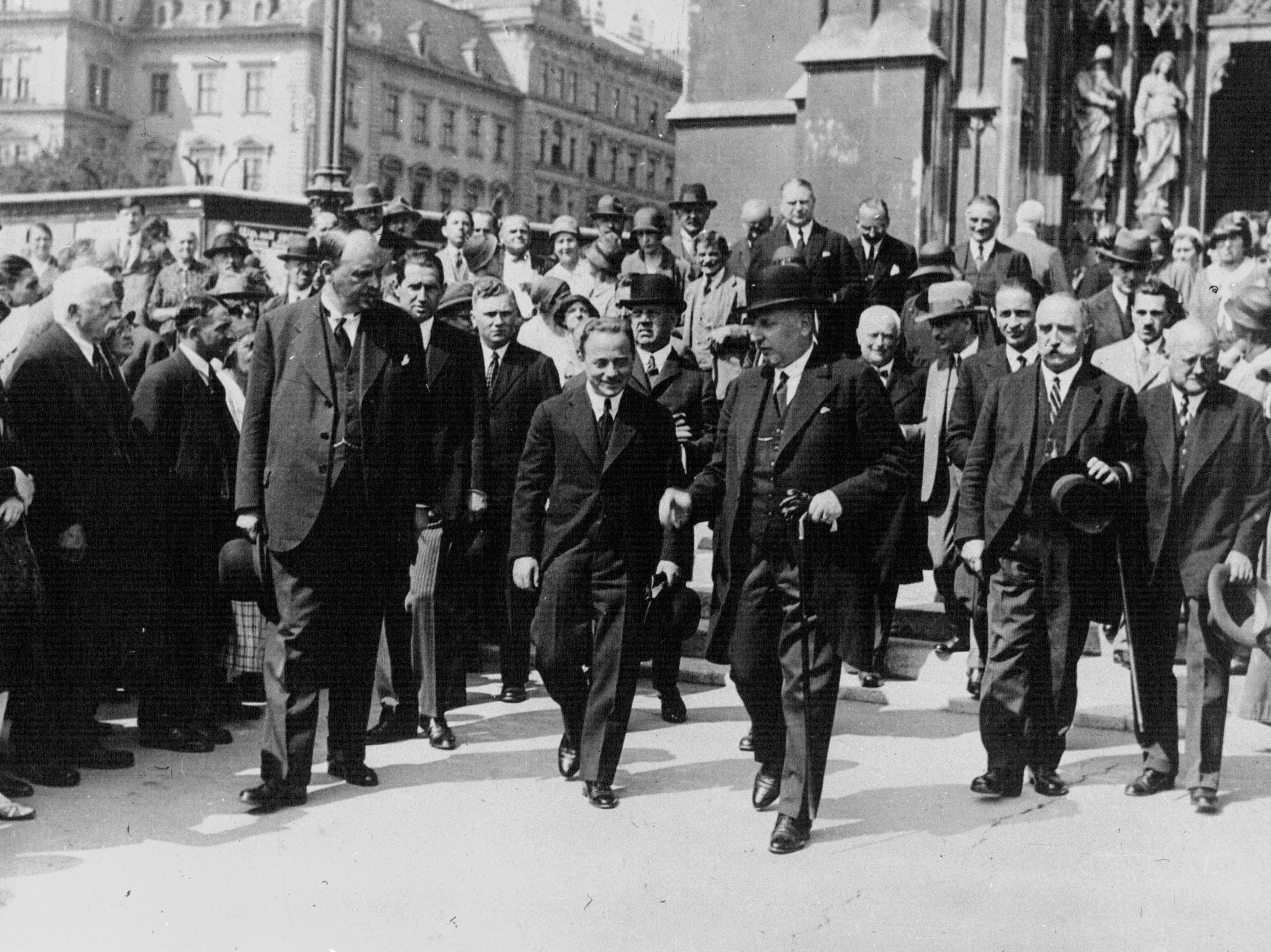
Nově jmenovaný rakouský kancléř Engelbert Dollfuss (uprostřed bez klobouku). Napravo je prezident republiky, Wilhelm Miklas, vlevo poslanec Leopold Kunschak.

## Poslední chvíle Dollfussova života
Dne 25. července 1934 vnikla skupina osmi rakouských nacistů do budovy kancléřství a po delší honičce, kdy kancléře honili po různých kancelářích, ho dostihli a dvěma ranami z revolveru jej postřelil vyškovský rodák Otto Planetta.
Zraněného Dollfusse donesli do jedné z kanceláří a položili ho na pohovku. Ležel v ní skoro čtyři hodiny a smrtelně krvácel. Nikdo mu nepomohl. Do místnosti vešel ministr vnitra Emil Fey, aby jej přesvědčil k souhlasu s nástupnictvím bývalého hejtmana Štýrska a velvyslance v Itálii Antona Rintelena do funkce kancléře. Dollfuss poté ztratil vědomí a zemřel.